# Hasselbach (Kinzig)
Der Hasselbach ist ein linker Zufluss der Kinzig am Rande des Spessarts im Main-Kinzig-Kreis in Hessen.

## Geographie

### Verlauf
Der Hasselbach entspringt als Bimmingsbach im Freigericht südlich des Ortsteils Neuses, durchfließt das Dorf und verläuft in nordwestliche Richtung durch die Ortschaften Somborn (wo er die früher bestehende Trasse der Freigerichter Kleinbahn kreuzte), Gondsroth und Neuenhaßlau. Dort unterquert der Hasselbach die Landesstraße 3339 (ehemals Bundesstraße 40) sowie die Bahnstrecke Frankfurt–Göttingen.
Der Hasselbach, dort auch Häßler-Bach genannt, knickt dann nach Westen ab und erreicht die flachen Ebenen der Kinzigauen. Nördlich vom Bahnhof in Langenselbold nimmt er den ebenfalls aus Neuenhaßlau kommenden, parallel zu ihm fließenden Neuhasselbach auf und mündet von rechts in die Kinzig.

### Zuflüsse
- Dilgertsbach (links)
- Galgenbach (links)
- Weilbach (links)
- Neuhasselbach (rechts)

### Flusssystem Kinzig
- Liste der Fließgewässer im Flusssystem Kinzig (Main)